# Бронетранспортьор
Вижте пояснителната страница за други значения на БТР.
Бронетранспортьорите (БТР) са бронирани високопроходими бойни машини. Предназначени са за транспортиране на личния състав на мотострелковите (механизирани) части до бойното поле, за водене на бой от машината и за огнева поддръжка на тези части в периода на спешаването им, както и след това. БТР се използват също за разузнаване, охрана по време на марш на частите, патрулиране, свръзка. Специално оборудваните БТР се използват за доставка на бойното поле на оръжие, боеприпаси и други военни товари, както и за евакуация на ранените.
Повечето БТР могат да преодоляват дълбоки водни препятствия (плаващи са). Обикновено са приспособени също за транспортиране по въздуха и за хвърляне с парашут. Съоръжени са с уреди за нощно виждане, апаратура за откриване на радиоактивно, химическо и биологическо заразяване, имат противопожарно и друго оборудване.
БТР са най-масовите бойни машини, като значителна част от тях имат евтин колесен механизъм, в който се използват възли и механизми от товарни автомобили. Съществуват и гъсенични машини.
Бронетранспортьорите без купол са въоръжени обикновено с две картечници (една от които е големокалибрена), а тези с купол, освен картечници, имат и автоматично оръдие (20 – 30 mm). Някои БТР са въоръжени и с гранатомети и противотанкови управляеми снаряди.
Скоростта на движение на колесните БТР достига 110 km/h, а на верижните – 65 – 70 km/h (във вода – до 15 km/h). Бойната маса на бронетранспортьора е 6 до 24 t, вместимостта – 10 до 28 души.
Бронята на повечето БТР е изпълнена като противокуршумна (противоосколъчна). За увеличение на защитеността някои модели имат допълнително брониране, обикновено за защита от мини. Други начини на противоминна защита са повдигане на корпуса над повърхността на пътя и придаване на коритообразна форма на дъното на корпуса.
- Украински БТР-80
- Френски бронетранспортьор
- APC Индонезия Pindad Panser – ANOA 6X6 APS

- В Общомедия има медийни файлове относно Бронетранспортьор